# Želva žlutohnědá
Želva žlutohnědá (Testudo graeca), též želva řecká, je býložravá želva vyskytující se od jižní Evropy (jižní Španělsko, Bulharsko, evropské Turecko, severovýchod Řecka) po Střední východ a v severní Africe (Maroko, Libye, Egypt). Její výskyt v České republice je důsledkem zavlečení a v současnosti probíhá mapování druhu.

## Popis
Dosahuje velikosti až 30 cm, u některých jedinců, zvláště samic z východních poddruhů, i více. Je velmi podobná želvě zelenavé, ale zbarvení karapaxu bývá tmavší, v kombinaci hnědé a okrové, bez žlutozelených tónů. Tato želva má na okraji karapaxu (vrchní část krunýře) nad ocasem jen jeden štítek, to jí odlišuje od želvy zelenavé, která tam má dva párové štítky. Na konci ocasu nejsou přítomny větší zahrocené šupiny. Na stehnech nohou má želva žlutohnědá ostruhy, proto se také přezdívá želva ostruhatá, což není správné, neboť tento název je vyhrazen africkému druhu želva ostruhatá (Geochelone sulcata). Na předních končetinách má pět prstů s tupými drápky, na zadních čtyři. Okrajové štítky karapaxu za hlavou často mívají tvar mašle. Pohlaví želvy nelze určit hned po vylíhnutí, ale zhruba kolem pěti let podle délky a tloušťky ocasu.

## Způsob života a chov
V přírodě se páří od září do října. Samice snáší 2 - 12 vajec od dubna do července. Žije v křovinách, na loukách a písečných dunách. Je býložravá, ale přijímá i masitou stravu a může se živit i trusem kopytníků nebo jiných savců. V zajetí se chová obdobně jako hojnější želva zelenavá (Testudo hermanni), je však poněkud teplomilnější a choulostivější, dorůstá také poněkud větší velikosti, u samic až 30 cm. V létě je nejvhodnější chov ve venkovním výběhu, který se co nejvíce biotopem blíží přirozeným podmínkám. Přes zimu je vhodné zimování, které však není nezbytné. Pokud želvu nezimujeme, chováme ji v zimním období v teráriu s denní teplotou 24-27 stupňů Celsia a mírným nočním poklesem, terárium nikdy nesmí být umístěno v průvanu. V potravě by mělo převažovat zelené krmení (tráva, jetel, pampelišky, různé byliny, čínské zelí, ne však ledový salát) doplněné ovocem (jahody, maliny, hrušky, hroznové víno) jen v době přirozené zralosti a ne ve velké míře i zeleninou (rajčata, strouhaná mrkev, okurky, dýně, batáty). Občas je vhodné přidat i zdroj bílkovin, např. larvy potemníka, žížaly, slimáky či rozšláplého hlemýždě. Potrava v terarijním chovu by měla být doplněna vápníkem, důležitými pro správný vývoj krunýře. Důležité je dopřát želvě možnost slunění, případně dodávat UV záření uměle. Ževa musí mít přístup k vodě, např. v misce, jíž denně vyměňujeme.

## Poddruhy
Rozlišuje se mnoho poddruhů:
- želva žlutohnědá anamurská (T. graeca anamurensis) – výskyt: Turecko – oblast kolem Anamuru a jihozápadní pobřeží
- želva žlutohnědá antakijská (T. graeca antakyensis) – výskyt: jižní Turecko
- želva žlutohnědá arménská (T. graeca armenica) – výskyt: Arménie, Kavkaz
- T. graeca cyrenaica – výskyt: Libye
- T. graeca flavominimaralis – výskyt: Libye, Tunisko
- T. graeca floweri – výskyt: Izrael
- želva žlutohnědá západní (T. graeca graeca) – výskyt: severní Afrika, jižní Španělsko, Baleáry
- želva žlutohnědá východní (T. graeca ibera) – výskyt: Srbsko, Severní Makedonie, Řecko, Bulharsko, Rumunsko, Turecko, Írán
- T. graeca lamberti – výskyt: Maroko
- želva žlutohnědá marocká (T. graeca marokkensis) – výskyt: Maroko
- želva žlutohnědá tuniská, želva tuniská (T. graeca nabeulensis) – výskyt: Tunisko, východní Alžírsko[3]
- želva žlutohnědá kavkazská (T. graeca nikolskii) – výskyt: Gruzie – oblast západního Kavkazu
- želva žlutohnědá dagestánská (T. graeca pallasi) – výskyt: Dagestán
- T. graeca perses – výskyt: Írán
- želva žlutohnědá marocká (T. graeca soussensis) – výskyt: Maroko
- želva žlutohnědá jižní (T. graeca terrestris) – výskyt: Izrael, Libanon, Sýrie, jihovýchodní Turecko
- želva žlutohnědá perská (T. graecea zarudnyi) – výskyt: východní Írán

## Chov v zoo
V rámci Unie českých a slovenských zoologických zahrad byl tento druh (bez určení poddruhu) na konci roku 2018 chován v těchto zoo:
- Zoo Hluboká
- Zoopark Chomutov
- Zoo Jihlava
- Zoo Ústí nad Labem
- Zoo Dvůr Králové nad Labem

Na Slovensku se jednalo o Zoo Bojnice a Zoo Bratislava.
Dále byla chována zvířata dvou určených poddruhů:
- Želva tuniská (Testudo graeca nabeulensis) byla v závěru roku 2018 chována v Zoo Olomouc a Zoo Praha. Kromě těchto zoo byl chován již jen ve třech dalších evropských zoo.[3]
- Želva žlutohnědá marocká (Testudo graeca marokkensis) byla v téže době chována v Zoo Plzeň.

V Zooparku Zájezd byl chován na konci roku 2018 poddruh želva žlutohnědá jižní (Testudo graeca terrestris).

### Chov v Zoo Praha
V Zoo Praha je chován poddruh želva tuniská (Testudo graeca nabeulensis), který patří k menším, ale bohatě zbarveným. Latinské pojmenování vychází z názvu tuniského města Nabeul. Počátek chovu je datován do roku 2006. Zoo odchovala již několik mláďat, rodí se zpravidla na přelomu roku. Např. v roce 2016 byla malá želva tuniská první narozeným mládětem daného roku. V průběhu roku 2018 byla odchována dvě mláďata, a na konci daného roku tak bylo chováno 26 jedinců. Mláďata tohoto podruhu patřila tradičně k posledním narozeným v roce 2019 a prvním narozeným v roce 2020.
Dospělí jedinci jsou k vidění v pavilonu Afrika zblízka v horní části zoo.